# Things Have Changed

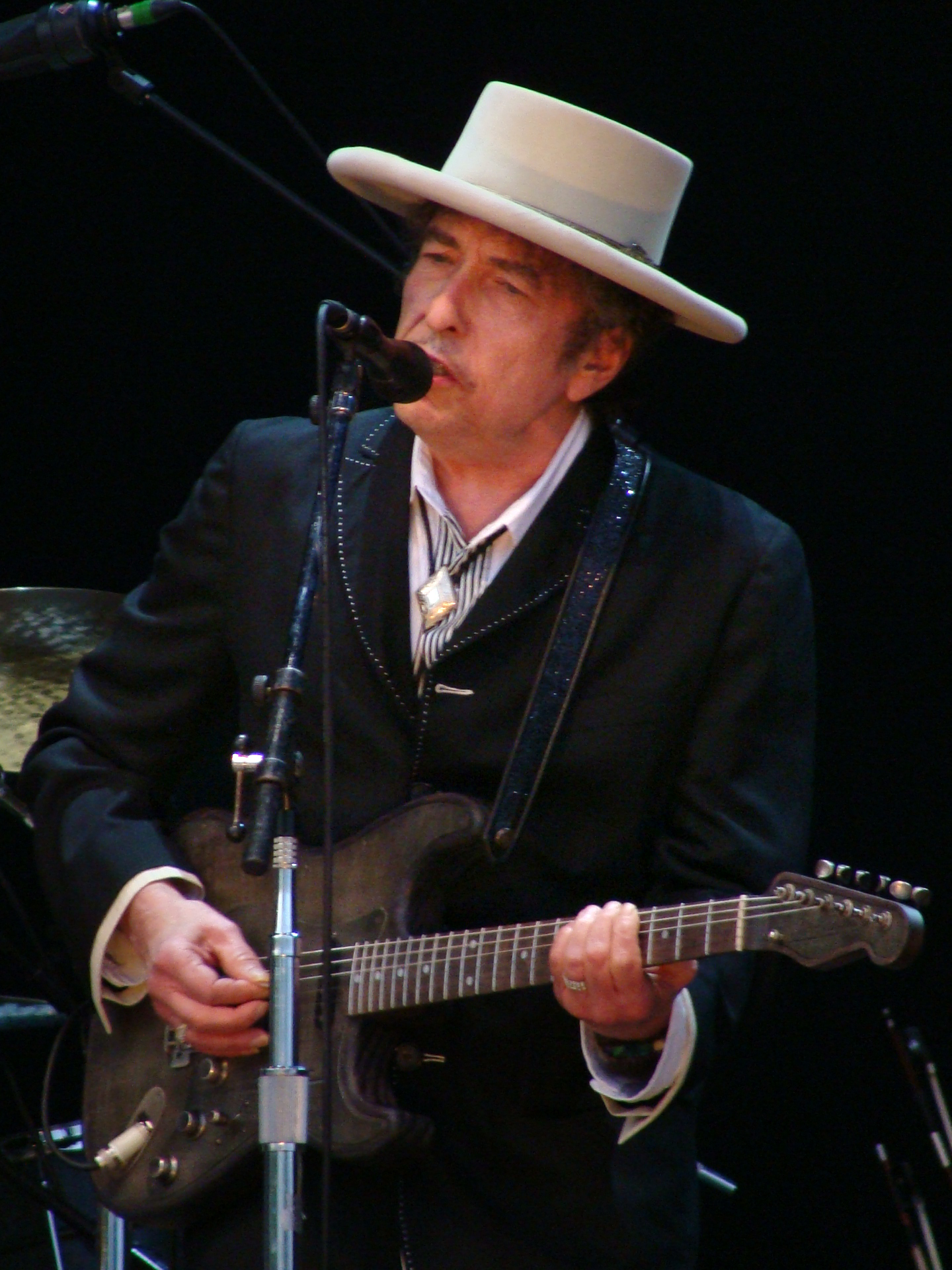
Bob Dylan (2010)

Things Have Changed (deutsch: Die Dinge haben sich geändert) ist ein Song von Bob Dylan aus dem Jahr 1999, der im Jahr 2000 veröffentlicht wurde. Anders als die meisten anderen bekannten Stücke Dylans erschien Things Have Changed zunächst exklusiv als Single. Als einzige Dylan-Neukomposition war sie darüber hinaus Teil des Soundtracks zu dem Film WonderBoys mit Michael Douglas. Mit dem Golden Globe Award für den besten Originalsong sowie einem Oscar für den besten Filmsong des Jahres 2000 erhielt das Lied gleich zwei renommierte Preise.

## Entstehung
Chronologisch liegt die Single-Veröffentlichung Things Have Changed zwischen den beiden Studioalben Time Out of Mind (1997) und Love And Theft (2001). Beide gelten als wichtige Stationen der um die Jahrtausendwende erfolgten Neuhinwendung Dylans zu den Wurzeln der amerikanischen Musik – zu Blues, Country, Folk, Western Swing und Jazz. Things Have Changed entstand als Komposition für den Soundtrack zu WonderBoys – einem von L.A. Confidential-Regisseur Curtis Hanson gedrehten Film über einen alternden Hochschulprofessor und Autor, der in einer Schaffenskrise steckt. Geschrieben hatte Bob Dylan das Lied bereits 1997, nach einer schweren Erkrankung. Die Aufnahme des Songs fand im Mai 1999 in New York statt, wobei Dylan von den Musikern seiner damaligen Tourband begleitet wurde: Larry Campbell und Charlie Sexton (Gitarren), Tony Garnier (Bass), David Kemper (Schlagzeug). Im Vergleich mit dem Klang der Songs auf Time Out of Mind, zu dem unter der Produktion von Daniel Lanois wesentlich auch E-Piano und Orgel beitrugen, war Things Have Changed – eine der wenigen Neuaufnahmen, die zwischen den beiden Alben entstanden – eher in dem reduzierteren Rootsrock-Blues-Stil des im Folgejahr erschienenen Albums Love And Theft gehalten.

## Veröffentlichung
Die Veröffentlichung des Stücks erfolgte auf unterschiedlichen Medien. Im Mai 2000 erschien Things Have Changed als 7-Inch-Single. Die Single enthielt die über fünfminütige lange Version. B-Seite war eine Liveversion des Bluesstücks Blind Willie McTell, eine bereits 1983 geschriebene Ode an den 1959 verstorbenen Country-Blues-Pionier Blind Willie McTell. In Europa kam Things Have Changed zunächst als Dreieinhalb-Minuten-Radio-Edit auf den Markt, ergänzt durch eine andere Live-Aufnahme: den Titel To Make You Feel My Love. Die dritte Veröffentlichung auf CD-Single enthielt die kurze Version des Liedes sowie die Zusatz-Tracks To Make You Feel My Love, Song to Woody und Hurricane. Letzterer war eine Auskoppelung aus dem Album Desire von 1976; die verwendeten Live-Aufnahmen stammten aus den Jahren 1997 bis 2000. Die lange Version war darüber hinaus auch Bestandteil des Albums Dylan Alive Volume 3 – Japanese Extended Play.
Flankierend zum Film WonderBoys wurde Things Have Changed als Video-Clip auf den Markt gebracht. Das Video drehte WonderBoys-Regisseur Curtis Hanson. Im Clip setzten Bob Dylan und Film-Hauptdarsteller Michael Douglas ein surreal wirkendes Rollensplitting in Szene, in dem sie die Identitäten eines alten und eines jungen Mannes spielerisch einander gegenüberstellten. Weitere Verwendung fand der Song in den Soundtracks der beiden TV-Serien Brotherhood und Navy CIS.

## Rezeption
Anders als The WonderBoys selbst, der keinen Oscar erhielt, wurde Things Have Changed gleich mit zwei Auszeichnungen bedacht: dem Academy Award der Oscar-Jury sowie dem Golden Globe Award für den besten Originalsong. Für die Auszeichnung von Things Have Changed mit einem Oscar dankte Bob Dylan bei der Zeremonie im März 2001 mit den Worten: „Ich möchte den Mitgliedern der Academy danken, die mutig genug waren, mir diese Auszeichnung für diesen Song zu geben, der offensichtlich ein Song ist, der weder um den heißen Brei herumredet noch die Augen verschließt vor der menschlichen Natur.“
Die Platzierung in den Musikcharts fiel hingegen eher mittelmäßig aus. Höchstes Ranking war Platz 58 in den UK Single Charts.
Anders die – auch langfristige – Würdigung des Songs bei Musikkritikern. So wurde Things Have Changed zum Beispiel bei einer im Juni 2020 vom amerikanischen Rolling Stone aufgestellten Liste der 25 besten Dylan-Songs des 21. Jahrhunderts auf Platz 1 gesetzt.

## Der Song
Der Text von Things Have Changed gibt die Gedanken eines alternden Mannes wieder, der über sein eigenes Leben ebenso nachdenkt wie über den Zustand der Welt. Gleich die ersten Worte lassen an einen alten Song denken, den Worried Man Blues, den von der Carter Family bis zu Woody Guthrie wirklich alle Folksinger gesungen haben. Und so gibt es in allen Strophen zahlreiche direkte Zitate aus verschiedensten Quellen oder Anspielungen auf sie:
„I’m looking up into the sapphire-tinted skies“ – aus einem Gedicht von Percy Shelley,
„I’ve been walking forty miles of bad road“ – Titel eines Stücks von Duane Eddy.
Und immer wieder auf die Bibel: „If the Bible is right, the world will explode“.
Manchen Versen wird einen konkreten Sinn nur der Hörer des Songs geben können:
„I’ve been trying to get as far away from myself as I can.“
Welchem „myself – ich“ will der Sänger entkommen? Vielleicht seiner sozialen Herkunft oder seiner religiösen, vielleicht eigenen Problemen, vielleicht dem Bild, das von ihm in der Öffentlichkeit existiert?
Anderes klingt beim ersten Hören wie ein Paradox:
„All the truth in the world adds up to one big lie.“
Mit Sicherheit ist der Sänger an die falschen Frauen geraten: Die erste, die er erwähnt und die mit einem Champagner-Glas in der Hand auf seinem Schoß sitzt, hat die Augen einer Mörderin. Später heißt es, über sie oder über eine andere:
„I’m in love with a woman that don’t even appeal to me.“
Natürlich wird man Things Have Changed für eine späte Antwort auf Dylans Song The Times They Are A-Changin' aus den frühen 1960er Jahren halten können. Dass sich die Zeiten seither zum Besseren gewendet haben, dachte der Sänger nie oder denkt es inzwischen nicht mehr:
„People are crazy and times are strange“.
Was sich aber ganz sicher geändert hat, das ist, dass er sich früher um all das gekümmert hat, heute nicht mehr:
„I used to care, but things have changed“.
Dennoch weiß er, was er tut. Fehler, wie andere sie gemacht haben, werden ihm nicht passieren:
„Mr. Jinx and Miss Lucy, they jumped in the lake,
I’m not that eager to make a mistake.“
Die Melodie von Things Have Changed ähnelt auffällig der von Marty Stuarts Observations of a Crow. Stuart selbst sieht jedoch keinen Anlass für einen Plagiatsvorwurf.

## Coverversionen

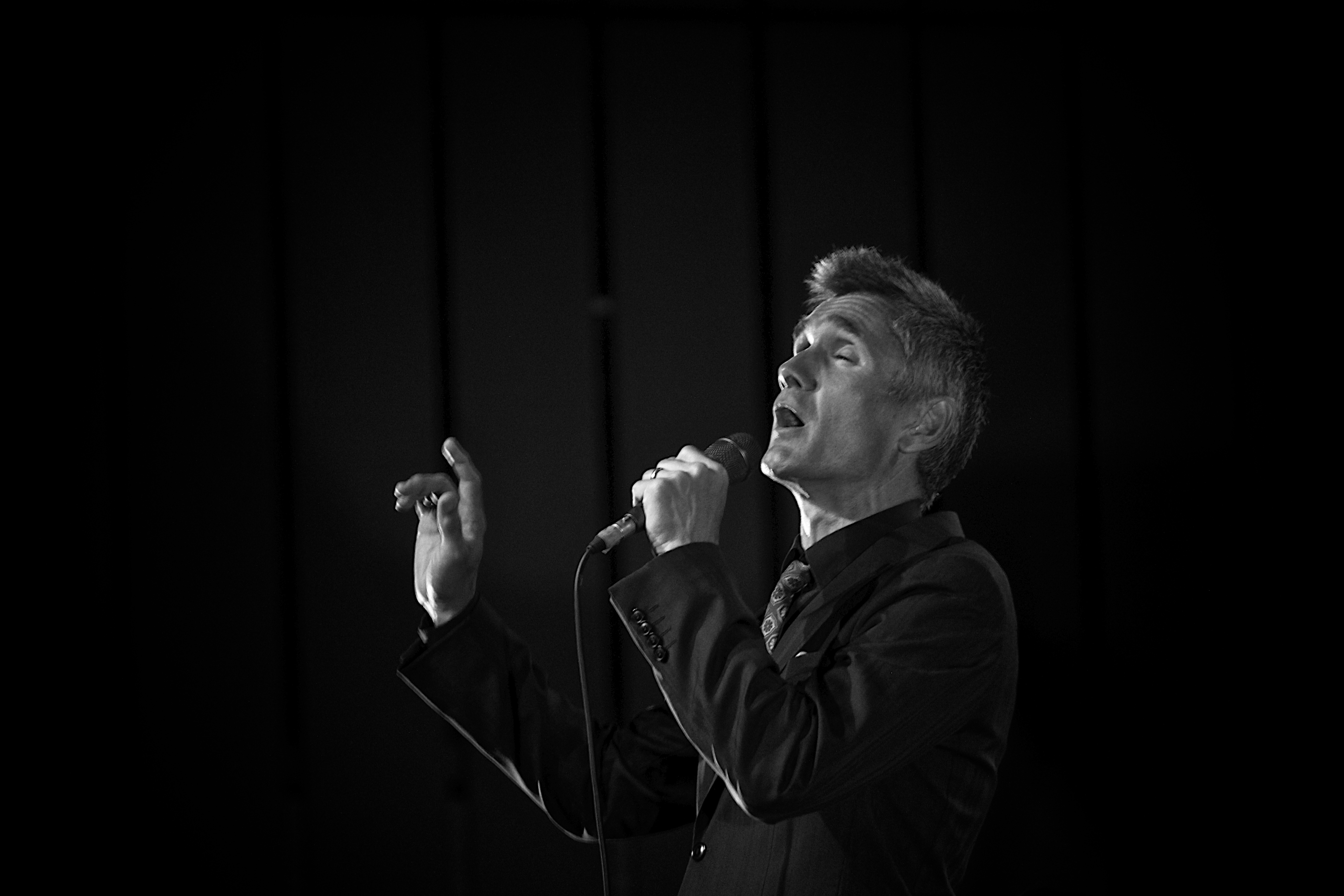
Curtis Stigers (2010)

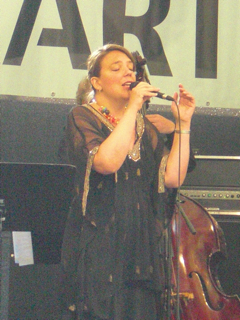
Josefine Cronholm, Sängerin von String Swing (2011)

Verglichen mit den bekannten Stücken Dylans aus den 1960er- und 1970er-Jahren wie zum Beispiel Blowin’ in the Wind, Like a Rolling Stone oder Knockin’ on Heaven’s Door bewegt sich die Anzahl der Cover-Versionen von Things Have Changed im überschaubaren Bereich. Gecovert wurde das Stück unter anderem von dem Rootsrock-Interpreten und erklärten Dylan-Bewunderer Curtis Stigers, dem Musiker Michel Montecrossa, Pat Nevin sowie der Band String Swing – einem Side Project der schwedischen Modern-Jazz-Sängerin Josefine Cronholm. Der iTunes Music Store von Apple listete im Herbst 2013 rund zwei Dutzend unterschiedlicher Versionen auf – von namhafteren Künstlern wie zum Beispiel Barb Jungr und Tony Burrows bis hin zu Einspielungen unbekannter Cover-Interpreten. Eine weitere Coverversion stammt von Bettye LaVette, die auch ihrem Album aus 2018 den Titel des Songs gab: Things Have Changed.
Von Bob Dylan selbst kursieren unterschiedliche Live-Einspielungen des Stücks, beispielsweise auf der Video-Plattform YouTube – zum Teil mit bekannten Gast-Musikern wie dem Gitarristen Mark Knopfler. Regulär auf CD erschien der Song 2008 als Live-Version im Rahmen der Bootleg Series auf dem Album Bootleg Series Vol. 8: Tell Tale Signs. In Bezug auf das Œuvre Dylans gilt Things Have Changed als bedeutender bis herausragender Song der Jahre um die Jahrtausendwende. Dylan-Autor Olaf Brenziger etwa schreibt in seinem Werk zur Musik Dylans, Things Have Changed sei in den Jahren nach 1997 die einzige herausragende Dylan-Produktion gewesen. In dem Zeitraum der Jahre von 2000 bis 2019 hat Bob Dylan den Song fast ein Tausend Male live gespielt und das, in der überwiegenden Zahl der betreffenden Konzerte, als Opener.